# Council Grove
Council Grove – miasto w Stanach Zjednoczonych, w stanie Kansas, siedziba administracyjna hrabstwa Morris.